# May Nilsson
May Ingeborg Nilsson (verheiratete Lafforgue; * 5. Mai 1921 in Åre; † 7. November 2009 in Albertville, Frankreich) war eine schwedische Skirennläuferin. Sie gewann bei den Weltmeisterschaften 1939 in Zakopane die Bronzemedaille im Slalom und gilt in Schweden als Pionierin des alpinen Skisports. Ihre Töchter Britt und Ingrid Lafforgue waren ebenfalls Skirennläuferinnen.

## Biografie
May Nilsson besuchte 1936 die Skischule in ihrem Wohnort Storlien, wo ihr Talent vom Trainer Sigge Bergman entdeckt wurde. Bergman vermittelte die junge Nilsson an den berühmten Arlberger Skilehrer Hannes Schneider, der ihr dabei half, ihren Schwung zu perfektionieren. Ihr Fahrstil wurde als „weich, schön und exzellente Technik“ beschrieben.
1938 reiste die Nachwuchsläuferin mit einer schwedischen Delegation zu den Skirennen am Galdhøpiggen. Die Erfolge im Slalom bedeuteten den internationalen Durchbruch des schwedischen Alpinsports. Nilsson selbst gewann in jener Saison drei Medaillen bei den österreichischen Meisterschaften, nämlich Silber im Slalom sowie Bronze in Abfahrt und Kombination. Ihren größten Karriereerfolg feierte die Schwedin 1939 bei den Weltmeisterschaften in Zakopane. Im Slalom gewann sie mit 19,5 Sekunden Rückstand auf Siegerin Christl Cranz die Bronzemedaille und sorgte damit für die erste schwedische Medaille bei alpinen Skiweltmeisterschaften. In der Kombination verpasste sie als Vierte einen weiteren Medaillengewinn nur knapp. 1940 gewann sie bei den „Ersatzweltmeisterschaften“ im norwegischen Rjukan sowohl Abfahrt als auch Slalom.
1941 war May Nilsson als einzige Frau Teil des 23-köpfigen schwedischen Aufgebots bei den umstrittenen Weltmeisterschaften in Cortina d’Ampezzo. Nachdem sie in der Abfahrt Rang acht belegt hatte, endete der Slalom für die Mitfavoritin mit einer Disqualifikation. Die Ergebnisse wurden später annulliert. Während Nilsson in den 40er-Jahren zahlreiche Staatsmeistertitel gewann, arbeitete sie als Hostess im Skiort Riksgränsen. Bei den Olympischen Winterspielen 1948 in St. Moritz war sie sportartenübergreifend wiederum die einzige Schwedin und schaffte als bestes Ergebnis einen zehnten Platz in ihrer Paradedisziplin.
Ihr jüngerer Bruder Åke Nilsson (1927–1991) war ebenfalls Skirennläufer und nahm dreimal an Olympischen Winterspielen teil. Mit ihrem Ehemann Maurice Lafforgue, zweifachem Silbermedaillengewinner der Weltmeisterschaften 1937, bekam sie im November 1948 Zwillingstöchter. Die Schwestern Brigitte „Britt“ und Ingrid waren ihrerseits sehr erfolgreiche Skirennläuferinnen und gehörten Anfang der 1970er-Jahre zur absoluten Weltspitze in den Disziplinen Slalom und Riesenslalom.
May Nilsson starb 2009 im Alter von 88 Jahren in Albertville.

## Erfolge

### Olympische Spiele
- St. Moritz 1948: 10. Slalom, 15. Kombination, 18. Abfahrt

### Weltmeisterschaften
- Zakopane 1939: 3. Slalom, 4. Kombination
- Cortina d’Ampezzo 1941: 8. Abfahrt (annulliert)
- St. Moritz 1948 : 10. Slalom, 15. Kombination, 18. Abfahrt

### Weitere Erfolge (Auswahl)
- 8 schwedische Meistertitel (Slalom 1939–1941, 1943, 1945–1948)
- Sieg bei den französischen Meisterschaften im Slalom 1956
- 1. Platz SDS-Slalom, Riesenslalom und Kombination 1947
- 2. Platz SDS-Slalom 1948
- 3. Platz SDS-Riesenslalom und Kombination 1948